# Réacteur nucléaire de recherche
 (juillet 2024).
Si vous disposez d'ouvrages ou d'articles de référence ou si vous connaissez des sites web de qualité traitant du thème abordé ici, merci de compléter l'article en donnant les références utiles à sa vérifiabilité et en les liant à la section « Notes et références ».
Un réacteur nucléaire de recherche sert principalement de source de neutrons pour la recherche et développement de la filière électronucléaire par l'étude du comportement des matériaux et des combustibles nucléaires face à des sollicitations neutroniques, thermohydrauliques ou chimiques représentatives du fonctionnement en vraie grandeur d'un réacteur industriel. Il peut servir aussi à la formation des personnels de l'industrie électronucléaire, à la médecine nucléaire pour la production de radioisotopes médicaux, ou à l'industrie nucléaire militaire.
Contrairement aux réacteurs de puissance utilisés pour la production d'électricité ou la propulsion nucléaire, le but d'un réacteur de recherche n'est pas de fournir de l'énergie, bien que son principe physique soit fondamentalement le même.
C’est à Enrico Fermi que l'on doit le premier réacteur nucléaire au monde : la Chicago Pile-1 destinée à la recherche en 1942.
Aujourd'hui, plus de 200 réacteurs nucléaires de recherche sont en fonctionnement dans plus de 60 pays, mais seuls une quarantaine ont une puissance significative (supérieure à 5 mégawatts).
Les réacteurs de recherche peuvent être divisés en cinq familles distinctes :
- les réacteurs à faisceaux de neutrons ;
- les réacteurs d'irradiation et d'expérimentation en cœur ;
- les maquettes critiques ;
- les réacteurs d'études et essais de sûreté ;

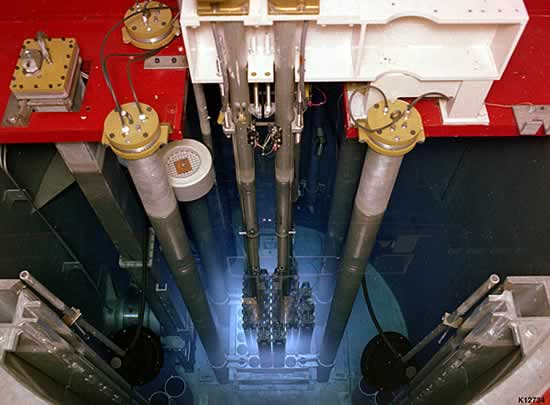
Réacteur de recherche de type TRIGA de General Atomics.

- les réacteurs d'enseignement.

## Types de réacteurs par application

### Réacteurs à faisceaux de neutrons
Les réacteurs dits « à faisceaux de neutrons » sont destinés principalement à la recherche fondamentale sur les matériaux. Les neutrons (essentiellement des neutrons thermiques) sont sortis du cœur du réacteur et sont utilisés à l'extérieur pour faire des analyses par diffraction de neutrons ou bien par diffusion.
Quelques exemples de réacteurs de recherche de ce type :
- RHF à l'Institut Laue-Langevin (ILL) (France) ;
- Orphée (France), arrêté en 2019 ;
- HFIR (États-Unis) ;
- MURR (États-Unis) ;
- BER II (Allemagne), arrêté en 2019 ;
- JRR-3M (Japon).

### Réacteurs d'irradiation
Les réacteurs d'irradiation sont des réacteurs destinés à l'étude et au test de matériaux qui entreront dans la composition de composants de réacteurs ou de combustibles nucléaires. L'acronyme anglais utilisé pour désigner ce type de réacteurs est MTR (Material Test Reactor)
Quelques exemples de réacteurs d'irradiation :
- OSIRIS (France), arrêté définitivement fin 2015 ;
- HBWR (Halden, Norvège), arrêté définitivement en 2018 ;
- HANARO (Corée du Sud), démarré en 1995 ;
- JMTR (Japon) ;
- RJH (France), mise en service prévue entre 2032 et 2034

### Maquettes critiques
Les maquettes critiques sont des réacteurs de très faible puissance thermique et de faibles flux neutroniques, destinés à la qualification expérimentale de données théoriques ou de calculs en neutronique et en physique des cœurs.
Quelques réacteurs maquette :
- Masurca (France) ;
- Éole (France) ;
- Minerve (France) ;
- Isis (France) ;
- BR-1 (Belgique).

### Réacteurs d'études des accidents graves
Ils sont destinés à l'étude d'accidents par la mise en œuvre de situations accidentelles volontaires (augmentations contrôlées de pression, de température, perte de réfrigérant, etc.)
Exemples de réacteurs de ce type :
- Phébus (France), arrêté depuis 2009 ;
- Cabri (France).

### Réacteurs d'enseignement
Les réacteurs qualifiés de réacteurs d'enseignement sont de petits réacteurs représentant de réels réacteurs de puissance mais à échelle réduite. Ils sont utilisés dans le cadre de la formation continue ou de l’enseignement universitaire.
Exemples de réacteurs d'enseignement :
- Ulysse (France) ;
- Minerve (France) ;
- Isis (France) ;
- Azur (France).

## Types de réacteurs par fonctionnement

### les réacteurs à eau lourde
Les réacteurs à eau lourde permettent d’obtenir des flux de neutrons thermiques importants sortis du réacteur sous forme de faisceaux. Ils sont utilisés principalement en recherche fondamentale et pour la production de plutonium militaire.

### les réacteurs à eau légère
Les réacteurs à eau légère plus adaptés aux tests de matériaux. On peut distinguer deux sous-catégories :
- les réacteurs "piscine", refroidis et modérés à l’eau, généralement polyvalents et très simples d’accès et d’utilisation,
- les réacteurs à eau sous pression, pouvant fonctionner à des puissances supérieures à celles des réacteurs "piscine", dont l’utilisation expérimentale est plus délicate du fait de la présence du caisson contenant le cœur du réacteur.

## Réacteurs de recherche dans le monde
| Pays                             | localisation        | réacteur     | année de mise en service | puissance (MW) | Type de réacteur                         | Type de combustible et enrichissement | Flux neutrons thermiques (n/s/cm2) | Flux neutrons rapides (n/s/cm2) | recherche | irradiations | isotopes |
| -------------------------------- | ------------------- | ------------ | ------------------------ | -------------- | ---------------------------------------- | ------------------------------------- | ---------------------------------- | ------------------------------- | --------- | ------------ | -------- |
| Afrique du Sud                   | Pelindaba           | Safari       | 1965                     | 20             | Caisson eau légère                       | plaques 93 %                          | 1,2 × 1014                         | 2,8 × 1014                      | X         | X            | X        |
| Algérie                          | Aïn Oussara         | Essalam      | 1993                     | 15             | Caisson eau lourde                       |                                       |                                    |                                 |           |              |          |
| Algérie                          | Draria              | Nour         | 1998                     | 1              | Caisson eau légère                       |                                       |                                    |                                 |           |              |          |
| Allemagne                        | Geesthacht          | FRG-1        | 1958                     | 5              | Piscine eau légère                       | Plaques 20 %                          | 6 × 1013                           | 4 × 1013                        | X         | X            |          |
| Allemagne                        | Jülich              | FRJ-2        | 1962                     | 23             | Caisson eau lourde                       | Tubes 93 %                            | 2 × 1014                           | 5 × 1013                        | X         | X            | X        |
| Allemagne                        | Berlin              | BER-II       | 1973                     | 10             | Piscine eau légère                       | Plaques 93 %                          | 2 × 1014                           | 1,4 × 1013                      | X         |              |          |
| Argentine                        | Ezeiza              | RA-3         | 1968                     | 3              | Piscine eau légère                       | Plaques 90 %                          | 4 × 1013                           |                                 |           | X            | X        |
| Australie                        | Lucas Height        | HIFAR (en)   | 1958                     | 10             | Caisson eau légère                       | Tubes 60 %                            | 1,4 × 1014                         | 4 × 1013                        | X         |              | X        |
| Autriche                         | Seibersdorf         | Astra        | 1960                     | 10             | Piscine eau légère                       | Plaques 20 %                          | 1,7 × 1014                         | 1,3 × 1014                      | X         |              | X        |
| Belgique                         | Mol                 | BR-2         | 1961                     | 100            | Caisson eau légère                       | Tubes 93 %                            | 9 × 1014                           | 7 × 1014                        | X         | X            | X        |
| Brésil                           | Sao Paulo           | IEA-R1       | 1957                     | 2              | Piscine eau légère                       | Plaques 20 %                          | 3 × 1013                           | 3 × 1013                        | X         |              | X        |
| Canada                           | Chalk River         | MAPLE 1 et 2 | 1999                     | 10             | Piscine eau légère                       | Crayons 20 %                          | 1015                               | 5 × 1013                        |           |              | X        |
| Corée du Sud                     | Daejon              | HANARO       | 1995                     | 30             | Piscine eau légère et caisson eau lourde | Crayons 20 %                          | 2 × 1014                           | 1014                            | X         | X            | X        |
| République démocratique du Congo | Kinshasa            | Trico II     | 1959                     | 1              | Piscine eau légère                       | ?                                     | ?                                  | ?                               | ?         | ?            | ?        |
| États-Unis                       | MIT Cambridge       | MITR         | 1958                     | 5              | Caisson eau lourde                       | Plaques 93 %                          | 2 × 1014                           | 1014                            | X         |              |          |
| États-Unis                       | Gaithersburg        | NBSR         | 1967                     | 20             | Caisson eau lourde                       | Plaques 93 %                          | 4 × 1014                           | 0,3 × 1014                      | X         |              | X        |
| États-Unis                       | Idaho               | ATR          | 1967                     | 250            | Caisson eau légère                       | Plaques 93 %                          | 8,5 × 1014                         | 1,8 × 1014                      |           | X            | X        |
| États-Unis                       | Missouri University | MURR         | 1966                     | 10             | Caisson eau légère                       | Plaques 93 %                          | 2 × 1014                           | 1014                            | X         |              | X        |
| États-Unis                       | Oak Ridge           | HFIR         | 1972                     | 85             | Caisson eau légère                       | Plaques 93 %                          | 4 × 1014                           | 1014                            | X         | X            | X        |
| Égypte                           | Inshas              | ETTR-1       | 1958                     | 2              | Piscine eau légère                       | ?                                     | ?                                  | ?                               | ?         | ?            | ?        |
| Égypte                           | Inshas              | ETTR-2       | 1998                     | 22             | Piscine eau légère                       | ?                                     | ?                                  | ?                               | ?         | ?            | ?        |
| France                           | Saclay              | Osiris       | 1966                     | 70 MW          | Piscine eau légère                       | Plaques 20 %                          | 4 × 1014                           | 4 × 1014                        | X         | X            | X        |
| France                           | Grenoble            | RHF          | 1971                     | 57 MW          | caisson eau lourde                       | Plaques 93 %                          | 1,5 × 1015                         |                                 | X         |              |          |
| France                           | Saclay              | Orphée       | 1980                     | 14 MW          | Piscine eau légère et caisson eau lourde | Plaques 93 %                          | 3 × 1014                           |                                 | X         |              |          |
| France                           | Cadarache           | Cabri        | 1963                     | 25 MW          | Piscine eau légère                       | crayons 2,8 %                         | -                                  | -                               |           |              |          |
| France                           | Cadarache           | Eole         | 1965                     | 500 W          | Piscine eau légère                       | crayons 2,8 %                         | -                                  | -                               |           |              |          |
| France                           | Cadarache           | Masurca      | 1966                     | 5 kW           | neutrons rapides                         | crayons 2,8 %                         | -                                  | -                               |           |              |          |
| France                           | Cadarache           | Minerve      | 1977                     | 100 W          | Piscine eau légère                       | crayons 2,8 %                         | -                                  | -                               |           |              |          |
| Grèce                            | Athènes             | Democritus   | 1961                     | 5              | Piscine eau légère                       | Plaques 93 %                          | 0,6 × 1014                         | 0,15 × 1014                     | X         |              | X        |
| Hongrie                          | Budapest            | VVR          | 1959                     | 10             | Caisson eau légère                       | Tubes 36 %                            | 1,6 × 1014                         | 1014                            | X         | X            | X        |
| Inde                             | Mumbai              | Dhruva       | 1985                     | 100            | Caisson eau légère                       | Crayons uranium naturel               | 1,8 × 1014                         |                                 | X         | X            | X        |
| Indonésie                        | Serpong             | RSG-GAS      | 1987                     | 30             | Piscine eau légère                       | Plaques 20 %                          | 3 × 1014                           | 0,9 × 1014                      | X         | X            | X        |
| Japon                            | Tokai-Mura          | JRR-2        | 1960                     | 10             | Caisson eau lourde                       | Crayons 45 %                          | 1,3 × 1014                         |                                 | X         |              | X        |
| Japon                            | Tokai Mura          | JRR-3M       | 1990                     | 20             | Piscine eau légère et caisson eau lourde | Plaques 20 %                          | 3 × 1014                           |                                 | X         |              | X        |
| Japon                            | Oaraï               | JMTR         | 1968                     | 50             | Caisson eau légère                       | Plaques 45 %                          | 4 × 1014                           | 4 × 1014                        |           | X            | X        |
| Libye                            | Tadjourah           | Tadjourah    | 1981                     | 10             | ?                                        | ?                                     | ?                                  | ?                               | ?         | ?            | ?        |
| Maroc                            | Maâmora             | TRIGA        | 2009                     | 2              | ?                                        | ?                                     | ?                                  | ?                               | ?         | ?            | ?        |
| Norvège                          | Halden              | HBWR         | 1959                     | 25             | Caisson eau lourde                       | Crayons 4 %                           | 1014                               | 1014                            |           | X            | X        |
| Pakistan                         | Rawalpindi          | PARR-1       | 1965                     | 9              | Piscine                                  | Plaques 20 %                          | 1014                               | 2,5 × 1014                      | X         |              | X        |
| Pays-Bas                         | Petten              | HFR          | 1961                     | 45             | Caisson eau légère                       | Plaques 93 %                          | 2,7 × 1014                         | 4,5 × 1014                      | X         | X            | X        |
| Pologne                          | Swierk              | Maria        | 1974                     | 30             | Piscine                                  | Tubes 36 %                            | 3,5 × 1014                         | 1,5 × 1014                      | X         | X            | X        |
| Roumanie                         | Pitesti             | Triga-II     | 1979                     | 14             | Piscine eau légère                       | Crayons 20 %                          | 2,6 × 1014                         | 2,6 × 1014                      | X         | X            | X        |
| Russie                           | Moscou              | IR-8         | 1957                     | 8              | Piscine eau légère                       | Tubes 10 %                            | 2,5 × 1014                         | 0,6 × 1014                      | X         |              | X        |
| Russie                           | St-Petersbourg      | WWR-M        | 1959                     | 18             | Caisson eau légère                       | Tubes 90 %                            | 4 × 1014                           | 1,5 × 1014                      | X         | X            | X        |
| Russie                           | Moscou              | MR           | 1963                     | 40             | Piscine eau légère                       | Tubes 90 %                            | 1,5 × 1014                         | 3 × 1014                        | X         |              | X        |
| Russie                           | Dimitrovgrad        | SM-2         | 1961                     | 100            | Caisson eau légère                       | Plaques 90 %                          | 2 × 1014                           | 5 × 1014                        | X         | X            | X        |
| Russie                           | Dimitrovgrad        | MIR-M1       | 1966                     | 100            | Piscine eau légère                       | Tubes 90 %                            | 5 × 1014                           | 2 × 1014                        |           | X            | X        |
| Turquie                          | Cekmeçe             | TR-2         | 1981                     | 5              | Piscine eau légère                       | Plaques 20 %                          | 0,5 × 1014                         | 0,7 × 1014                      | X         |              | X        |